# Soziale Sanktion
Soziale Sanktionen beschreiben soziales Handeln, mit dem das Handeln anderer bewertend beantwortet wird. Sie können verbal (in Worten) dargestellt oder in entsprechenden Gesten (bewertend) geäußert werden. Während „Sanktionen“ im alltäglichen Sprachgebrauch hauptsächlich als Versuche verstanden werden, das Handeln anderer zu beeinflussen (etwa in der Erziehung), wurden in der Soziologie zusätzlich noch die Stärkung der Normgeltung und die Grenzerhaltung in sozialen Gruppen als Leistungen der Sanktion thematisiert.
In der Soziologie werden positive und negative Sanktionen, jedoch auch spezifische und unspezifische Sanktionen unterschieden. Negative Sanktionen sind Strafen, positive sind Belohnungen bzw. Bestätigungen des Handelns. Spezifische Sanktionen sind offene, als solche ausgesprochene, nichtspezifische Sanktionen können diffus und subtil sein und erlauben dem Sanktionierenden, im Konfliktfall einen Rückzug in die Darstellung, man habe doch gar nicht sanktioniert.

## Soziologische Thematisierungen
a)
Die individualistische Form von Sanktionierung hat das Handeln Einzelner im Blick. „Reaktionen auf Abweichen von Verhaltensregelmäßigkeiten, durch die demonstriert wird, dass abweichendes Verhalten nicht hingenommen wird.“ Das verbleibt in einer Sicht, die der ökonomischen rational-choice-Perspektive nahesteht und ist in ihrer Individualzentrierung wenig soziologisch. 
b)
Sanktionen stärken die Geltung der Norm. „Sanktion meint […] eine negative Reaktion, die das bekräftigt, von dem abgewichen wurde. Die Bekräftigung ergibt sich aus der Mißbilligung der Abweichung. Wir dürfen also nur solche negativen Reaktionen als Sanktionen bestimmen, in denen eine gezielte Mißbilligung der Abweichung zum Ausdruck kommt.“ Dabei hält Popitz jedoch daran fest, dass nicht jede Abweichung bestraft werden kann: Die Anzahl möglicher Anstößigkeiten ist so hoch, dass bereits logistisch nicht auf alles reagiert werden kann. Mehr noch würde ein beständiges Reagieren die Verteidigung der Norm gerade wieder gefährden: „die Strafe kann ihre soziale Wirksamkeit nur bewahren, solange die Mehrheit nicht bekommt, was sie verdient“, denn sonst wäre der Ausnahmecharakter der Abweichung gefährdet. Wenn bewusst würde, dass alle ständig abweichen, wäre der Distinktionscharakter der Sanktion nicht mehr gewahrt.
c)
Sanktionen können Mittel sein, um Gruppen gegenüber anderen Gruppen abzugrenzen. Sanktionieren bedeutet dann ausschließen, um die Grenzen der eigenen Gruppe zu wahren. Das muss nicht auf Basis der Ausgrenzung einer ganzen Person basieren: Sanktionen schließen Verhalten, Eigenschaften etc. aus der eigenen Gruppe aus. Die erwartete „Einsicht“ des Sanktionierten wäre dann soziologisch zu fassen als Einschwenken auf die Situationsdefinition des Sanktionierers: Beide missbilligen gemeinsam eine Handlung, die einer der beiden begangen hat. Indem der „Täter“ sie ebenso missbilligt, „trennt“ er sich in zwei Teile. Der, der die Handlung begangen hat, und der „Neue“, der sich dafür schämt und in der Gruppe, die die Handlung missbilligt, weiter Aufnahme finden möchte.

## Legitimation der Sanktion
Die Sanktion gilt als eine Ausnahmereaktion, die, wäre sie nicht Sanktion, selbst Normbruch wäre und daher einer „Reaktionsnorm“ folgen muss: Gefängnisstrafen wären Freiheitsberaubung, würden sie nicht als Sanktion gerechtfertigt werden. Auch im Alltag werden Angriffe auf andere mit einem Berufen auf eine gebrochene Norm legitimiert („Das tue ich, weil Du etwas Falsches getan hast“). In der Soziologie ist nun häufig bemerkt worden, dass es durchaus unklar bleibt, wer letztlich entscheidet, ob eine Handlung als Reaktion gerechtfertigt ist oder nicht. Dies wurde auf die Intentionen der Sender, auf die Interpretation des Empfängers, auf „Gruppenöffentlichkeiten“ oder „Dritte“ gelegt. Gegen diese Versuche wurde argumentiert, dass sie letztlich eine Suche nach fester Verankerung darstellten und dass man als soziologische Erforscher der Gesellschaft eine solche feste Verankerung nicht suchen und auch nicht finden könne. Letztlich bleibt der Soziologie demnach die Untersuchung, wer eine Handlung wie in einem sozialen Prozess rechtfertigen kann, d. h. wer erfolgreich eine Norm als gebrochen definiert und diese Definition in einem relevanten Sozialraum Anerkennung finden lassen kann, was dann dazu führt, dass eine Handlung darauf basierend erst in einem sozialen Prozess als Sanktion definiert werden muss.